# Sóviet Supremo de la República Socialista Soviética de Uzbekistán
El Sóviet Supremo de la República Socialista Soviética de Uzbekistán (en uzbeko: Ўзбекистон ССР Олий Совети, romanizado: Oʻzbekiston SSR Oliy Soveti; en ruso: Верховный Совет Узбекской ССР, romanizado: Verjovnyy Sovet Uzbekskoy SSR) fue el sóviet supremo (mayor órgano legislativo) de la República Socialista Soviética de Uzbekistán, una de las repúblicas constituyentes de la Unión Soviética, desde 1938 hasta 1991. El Sóviet Supremo de la República Socialista Soviética de Uzbekistán fue precedido por el Congreso de los Soviets de Uzbekistán que operó desde 1925 hasta 1938. Después de la independencia de Uzbekistán en 1991, el Consejo Supremo de la República de Uzbekistán sucedió brevemente al Soviet Supremo de la República Socialista Soviética de Uzbekistán de 1991 a 1994.
La elección del Sóviet Supremo de Uzbekistán de 1990 fue la primera y última elección soviética suprema que permitió elecciones multipartidistas.

## Historia
El Sóviet Supremo de la República Socialista Soviética de Uzbekistán se estableció en virtud de reformas constitucionales dentro de la República Socialista Soviética de Uzbekistán, que cambiaron la organización de los principales órganos políticos de la república. El Sóviet Supremo era el mayor órgano legislativo de la República Socialista Soviética de Uzbekistán Cuando Uzbekistán logró la independencia de la Unión Soviética en 1991, el Sóviet Supremo de la República Socialista Soviética de Uzbekistán fue sustituido por la Asamblea Suprema de Uzbekistán . La Asamblea Suprema de Uzbekistán reemplazó al Consejo Supremo de la República de Uzbekistán en febrero de 1995.

## Estructura

### Presídium
El presídium era el órgano con funciones legislativas encargado de dirigir al Sóviet Supremo durante los periodos entre sesiones de este. Los miembros de este eran elegidos por los diputados al inicio de cada convocatoria. Sus funciones eran convocar las sesiones del Sóviet Supremo, interpretar las leyes, otorgar títulos honoríficos y condecoraciones, relevar y designar a ministros locales a propuesta del Presidente del Consejo de Ministros, entre otras. Estaba formado por un presidente, un vicepresidente, un secretario y 11 miembros ordinarios. 

### Diputados
Los diputados del Sóviet Supremo de la RSS de Uzbekistán eran electos sobre la base de sufragio universal, igual y directo en votación secreta por ciudadanos mayores de 18 años, en proporción de un diputado por cada 5,000 habitantes.

## Facultades
El Sóviet Supremo de la República Socialista Soviética de Uzbekistán elegía un Presídium responsable ante él, y también formaba al Gobierno; elegía al Consejo de Ministros de la República Socialista Soviética de Uzbekistán, y a la Corte Suprema de la República Socialista Soviética de Uzbekistán. También los diputados eligieron a los jefes de los comités ejecutivos locales y parcialmente a sus diputados, el estado mayor de mando de los distritos militares ubicados en el territorio de la RSS de Uzbekistán.
Los deberes del Sóviet Supremo también consistían en:
- Modificar la Constitución de la República Socialista Soviética de Uzbekistán y adoptar nuevas versiones;
- Publicar y aprobar los planes económicos nacionales y el presupuesto estatal de la república;
- Supervisar el estado y la gestión de las empresas subordinadas a la Unión y supervisarlas.

La forma principal de la actividad del Sóviet Supremo eran las sesiones, que el Presídium convocaba dos veces al año. Asimismo, ante solicitud del Presídium o a solicitud de un tercio de los diputados, se podían convocar sesiones extraordinarias y solemnes (dedicadas a fechas destacadas). El Sóviet Supremo formaba comisiones permanentes y temporales. Las leyes fueron aprobadas por mayoría de votos de los diputados que participaron en la reunión del Sóviet Supremo.

## Convocatorias
Durante los 53 años de su existencia, el Sóviet Supremo de la República Socialista Soviética de Uzbekistán tuvo un total de doce convocatorias. La duodécima y última convocatoria consistió en 500 diputados, que eligieron a Islam Karimov como presidente de la República Socialista Soviética de Uzbekistán en 1990 y declararon la independencia de Uzbekistán el 31 de agosto de 1991.
| Convocatoria      | Periodo   |
| ----------------- | --------- |
| I Convocatoria    | 1938-1946 |
| II Convocatoria   | 1947-1950 |
| III Convocatoria  | 1951-1954 |
| IV Convocatoria   | 1955-1959 |
| V Convocatoria    | 1959-1962 |
| VI Convocatoria   | 1963-1966 |
| VII Convocatoria  | 1967-1970 |
| VIII Convocatoria | 1971-1974 |
| IX Convocatoria   | 1975-1979 |
| X Convocatoria    | 1980-1984 |
| XI Convocatoria   | 1985-1989 |
| XII Convocatoria  | 1990-1991 |

## Presidentes del Presídium del Sóviet Supremo de la RSS de Uzbekistán
| Imagen | Imagen | Nombre                             | Inicio                   | Fin                      | Partido político  |
| ------ | ------ | ---------------------------------- | ------------------------ | ------------------------ | ----------------- |
|        |        | Yuldash Ajunbabayev (1885-1943)    | 21 de julio de 1938      | 28 de febrero de 1943    | Partido Comunista |
|        |        | Abduvali Muminov (1902-1965)       | 22 de marzo de 1943      | 17 de marzo de 1947      | Partido Comunista |
|        |        | Amin Niyázov (1903-1973)           | 17 de marzo de 1947      | 21 de agosto de 1950     | Partido Comunista |
|        |        | Sharof Rashídov (1917-1983)        | 21 de agosto de 1950     | 24 de marzo de 1959      | Partido Comunista |
|        |        | Yodgor Nasriddinova (1920-2006)    | 24 de marzo de 1959      | 25 de septiembre de 1970 | Partido Comunista |
|        |        | Nazar Matchanov (1923-2010)        | 25 de septiembre de 1970 | 20 de diciembre de 1978  | Partido Comunista |
|        |        | Inomdzhon Usmonxojáyev (1930-2017) | 22 de diciembre de 1978  | 20 de diciembre de 1983  | Partido Comunista |
|        |        | Akil Salimov (1928-2014)           | 20 de diciembre de 1983  | 9 de diciembre de 1986   | Partido Comunista |
|        |        | Ráfiq Nishónov (1926-2023)         | 9 de diciembre de 1986   | 9 de abril de 1988       | Partido Comunista |
|        |        | Pulat Jabibullayev (1936-2010)     | 9 de abril de 1988       | 6 de marzo de 1989       | Partido Comunista |
|        |        | Mirzaolim Ibragimov (1928-2014)    | 6 de marzo de 1989       | 24 de marzo de 1990      | Partido Comunista |

## Presidentes del Sóviet Supremo de la RSS de Uzbekistán
| Imagen | Imagen | Nombre                             | Inicio                  | Fin                     | Partido político  |
| ------ | ------ | ---------------------------------- | ----------------------- | ----------------------- | ----------------- |
|        |        | Usman Yusúpov (1901-1966)          | 17 de julio de 1938     | 21 de julio de 1938     | Partido Comunista |
|        |        | Abdurazak Mavlyanov (1908-1975)    | 13 de marzo de 1947     | 19 de agosto de 1950    | Partido Comunista |
|        |        | Nuritdin Mujitdínov (1917-2008)    | 19 de agosto de 1950    | 1951                    | Partido Comunista |
|        |        | Arif Jakimov (1912-1982)           | 1956                    | 1959                    | Partido Comunista |
|        |        | Rasul Gulamov (1911-? )            | 1959                    | 30 de mayo de 1961      | Partido Comunista |
|        |        | Mirzamahmud Musajanov (1912-1995)  | 30 de mayo de 1961      | 22 de marzo de 1963     | Partido Comunista |
|        |        | Abid Sadykov (1913-1987)           | 22 de marzo de 1963     | 13 de abril de 1967     | Partido Comunista |
|        |        | Sagdi Sirzahdinov (1920-1989)      | 13 de abril de 1967     | 14 de marzo de 1980     | Partido Comunista |
|        |        | Asadilla Jodzháyev (1920-1983)     | 14 de marzo de 1980     | 6 de septiembre de 1983 | Partido Comunista |
|        |        | Erkin Yusúpov (1929-2003)          | 20 de diciembre de 1983 | 30 de marzo de 1985     | Partido Comunista |
|        |        | Pulat Jabibullayev (1936-2010)     | 30 de marzo de 1985     | 9 de abril de 1988      | Partido Comunista |
|        |        | Rasul Gulamov (1911-? )            | 9 de abril de 1988      | 24 de marzo de 1990     | Partido Comunista |
|        |        | Mirzaolim Ibragimov (1928-2014)    | 26 de marzo de 1990     | 12 de diciembre de 1991 | Partido Comunista |
|        |        | Shavkat Yuldashev (nacido en 1943) | 12 de junio de 1991     | 12 de diciembre de 1991 | Partido Comunista |